# Wake (film 2009)
Wake è un film del 2009 diretto da Ellie Kanner. 
Il film, di produzione indipendente, è stato presentato al Cinequest Film Festival e al Newport Beach International Film Festival.

## Trama
Quando le cose iniziano a farsi complicate per Carys Reitman, la ragazza reagisce recandosi a funerali di sconosciuti per cercare di provare emozioni. Ad un fortunato funerale, incontra Tyler, un uomo in lutto per la morte della sua fidanzata. Nonostante gli avvertimenti del suo migliore amico Shane e della coinquilina Lila, instaura una relazione per la prima volta dopo tanto tempo. In cerca di risposte, Carys visita la madre per confrontarsi con il suo passato. Appena si sente pronta ad aprire di nuovo il suo cuore all'amore per Tyler, si rende conto che ci sono cose ben più pericolose di un cuore spezzato.

## Distribuzione
- Stati Uniti: Wake, 25 febbraio 2009
- Canada: Wake, 4 maggio 2010
- Brasile: Wake, 1º giugno 2010
- Indonesia: Wake, 30 luglio 2010